# Claudia Mason
Claudia Mason (ur. 3 września 1973 roku w Nowym Jorku) – amerykańska modelka.

## Kariera
Claudia pracę modelki rozpoczęła w 1990 roku w Nowym Jorku. W 1991 roku dotarła do Europy. Najpierw podpisała kontrakt z agencją Unity Models w Monachium, a następnie zawitała do Paryża i Londynu. Pierwszym poważnym zleceniem była sesja zdjęciowa dla niemieckiej edycji Elle oraz pokazy dla: Gianniego Versace, Missoni i Prady. W ciągu kilku kolejnych lat zaczęła odnosić sukcesy. Pojawiła się dwukrotnie na okładce brytyjskiego wydania magazynu Vogue, następnie miesięcznika Harper’s Bazaar oraz Madame Figaro i Cosmopolitan. 
Uczestniczyła w pokazach mody: Blumarine, Callaghan, Chanel, Chloé, Christiana Diora, Dolce & Gabbany, Jeana Paula Gaultiera, Karla Lagerfelda oraz Valentino. 
Pomimo że w 2001 roku zrezygnowała z kariery modelki, w 2011 roku prezentowała na wybiegu najnowszą kolekcję Emanuela Ungaro „Spring/Summer 2011”. 